# Pygocentrus piraya
Pygocentrus piraya är en fiskart som först beskrevs av Cuvier, 1819.  Pygocentrus piraya ingår i släktet Pygocentrus och familjen Characidae. Inga underarter finns listade i Catalogue of Life.